# Paruima
Paruima es una aldea indígena de amerindios pemones en la región Cuyuni-Mazaruni de Guyana. El pueblo fue fundado como una misión de la Iglesia Adventista del Séptimo Día. Es la única comunidad de habla pemón en Guyana.

## Descripción general
En 1930,  A. W. Cott, misionero del pueblo pemón de la Iglesia Adventista del Séptimo Día, fue expulsado de Venezuela y decidió establecerse en Paruima, junto con sus compañeros misioneros y conversos amerindios.
Paruima tiene una escuela primaria y un centro de salud. En 2017, la escuela fue destruida cuando el río se desbordó. Fue reconstruida en 2019. También es sede de la Academia de la Misión Paruima, una universidad para misioneros. El acceso principal es por vía aérea a través del Aeropuerto de Paruima.
El toshao (jefe de la aldea) a partir de 2018 es Lee Williams. Se postuló por primera vez para el cargo en 1997, a la edad de 19 años. Veintiún años después, fue elegido y permaneció en el cargo hasta 2021, cuando se eligió un nuevo toshao. Cada tres años se celebran nuevas elecciones. Lennox Percy, quien fue vicepresidente de Lee Williams, actualmente cumple su segundo mandato como toshao de Paruima. En 2020, Williams también fue elegido miembro de la Asamblea Nacional. 

## Naturaleza

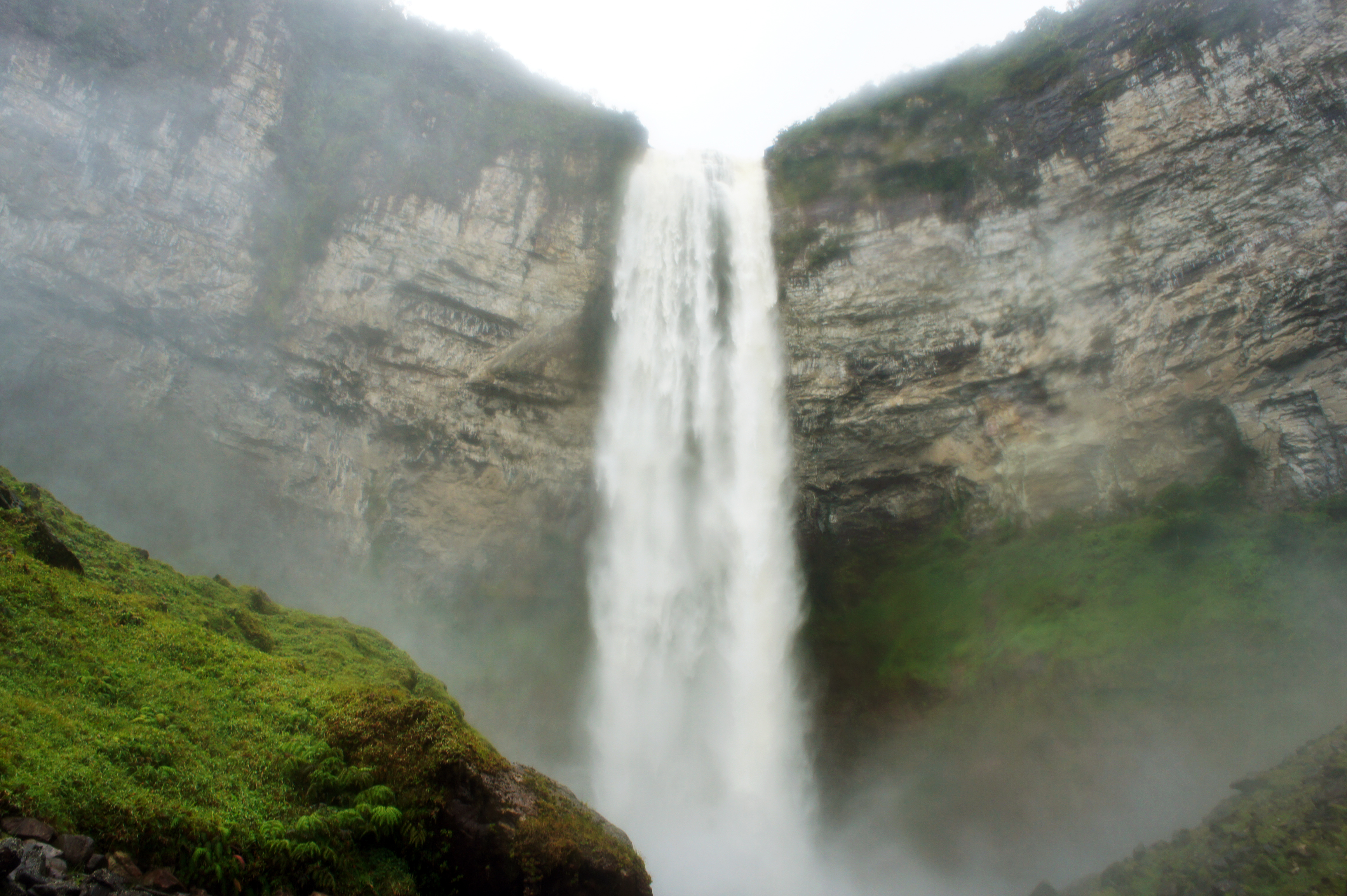
Cataratas de Oshi

Las cataratas Oshi se encuentran cerca del pueblo. Las cataratas Oshi son una de las cataratas más altas de Guyana. Se requiere un permiso de la Oficina de Asuntos Indígenas para visitar las cataratas.
En enero de 2021, Eric Hágsater, botánico mexicano, y Mateusz Wrazidlo, explorador de Silesia, identificaron y describieron una nueva especie de orquídea de los tepuyes del altiplano de Guayana. Wrazidlo pidió a la familia de Calio Elliman, su guía de Paruima, que le pusiera nombre a la planta. Elliman optó por "katarun yariku" (en pemón significa "flor alta"). La orquídea ha sido denominada oficialmente Epidendrum katarun-yariku.